# Obwód jarosławski
Obwód jarosławski (ros. Ярославская область) – jednostka administracyjna Federacji Rosyjskiej w Centralnym Okręgu Federalnym.

## Geografia
Obwód położony jest w zachodniej części Rosji. Obejmuje obszar 36 400 km². Graniczy z obwodami: twerskim, moskiewskim, iwanowskim, włodzimierskim, kostromskim i wołogodzkim.
Takie położenie geograficzne daje wiele korzyści, ze względu na stosunkowo niewielkie odległości od Moskwy i Sankt Petersburga. Ponadto, centrum administracyjne obwodu – miasto Jarosław – jest ważnym węzłem komunikacyjnym, w którym krzyżują się magistrale kolejowe, trasy drogowe i wodne.

## Historia
Obwód utworzono 11 marca 1936 roku.

## Ludność
W obwodzie mieszka 1 241 424 ludzi, 1 011 966 żyje w miastach, 229 458 na terenach wiejskich.

## Miasta i osiedla typu miejskiego

### Miastai największeosiedla typu miejskiego.
| Nazwa            | Nazwa rosyjska       | Liczba mieszkańców |
| ---------------- | -------------------- | ------------------ |
| Jarosław         | Ярославль            | 603 691            |
| Rybińsk          | Рыбинск              | 193 341            |
| Peresław Zaleski | Переславль-Залесский | 40 028             |
| Tutajew          | Тутаев               | 40 296             |
| Uglicz           | Углич                | 32 496             |
| Rostów Wielki    | Ростов               | 30 824             |
| Gawryłów-Jam     | Гаврилов-Ям          | 17 514             |
| Daniłów          | Данилов              | 15 081             |
| Siemibratowo     | Семибратово          | 6940               |
| Niekrasowskie    | Некрасовское         | 6000               |
| Myszkin          | Мышкин               | 5866               |
| Poszechonie      | Пошехонье            | 5868               |
| Konstantynowski  | Константиновский     | 5639               |
| Borysoglebski    | Борисоглебский       | 5612               |
| Lubim            | Любим                | 5150               |

## Gospodarka
W obwodzie rozwinął się przemysł maszynowy, włókienniczy, chemiczny oraz rafineryjny. W regionie uprawia się zboże, rośliny pastewne, ziemniaki, len, warzywa oraz hoduje się bydło.

## Tablice rejestracyjne
Tablice pojazdów zarejestrowanych w obwodzie jarosławskim mają oznaczenie 76 w prawym górnym rogu nad flagą Rosji i literami RUS.